# Kirchenregion Triveneto

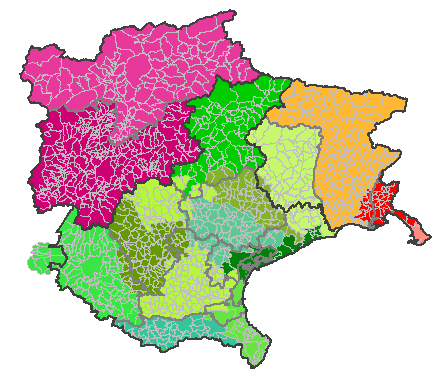
Diözesen der Kirchenregion Triveneto

Die Kirchenregion Triveneto (italienisch Regione ecclesiastica Triveneto) ist eine der 16 Kirchenregionen der römisch-katholischen Kirche in Italien. „Triveneto“ (auch „Tre Venezie“ genannt) ist eine historische Bezeichnung für die Gesamtheit des Trentino und Venetiens. Die Kirchenregion Triveneto umfasst vier Kirchenprovinzen mit insgesamt 15 Diözesen.
Territorial erstreckt sich die Kirchenregion Triveneto über die drei italienischen Regionen Trentino-Südtirol, Friaul-Julisch Venetien und Venetien.

## Kirchenprovinz Görz
- Erzbistum Görz
  - Bistum Triest

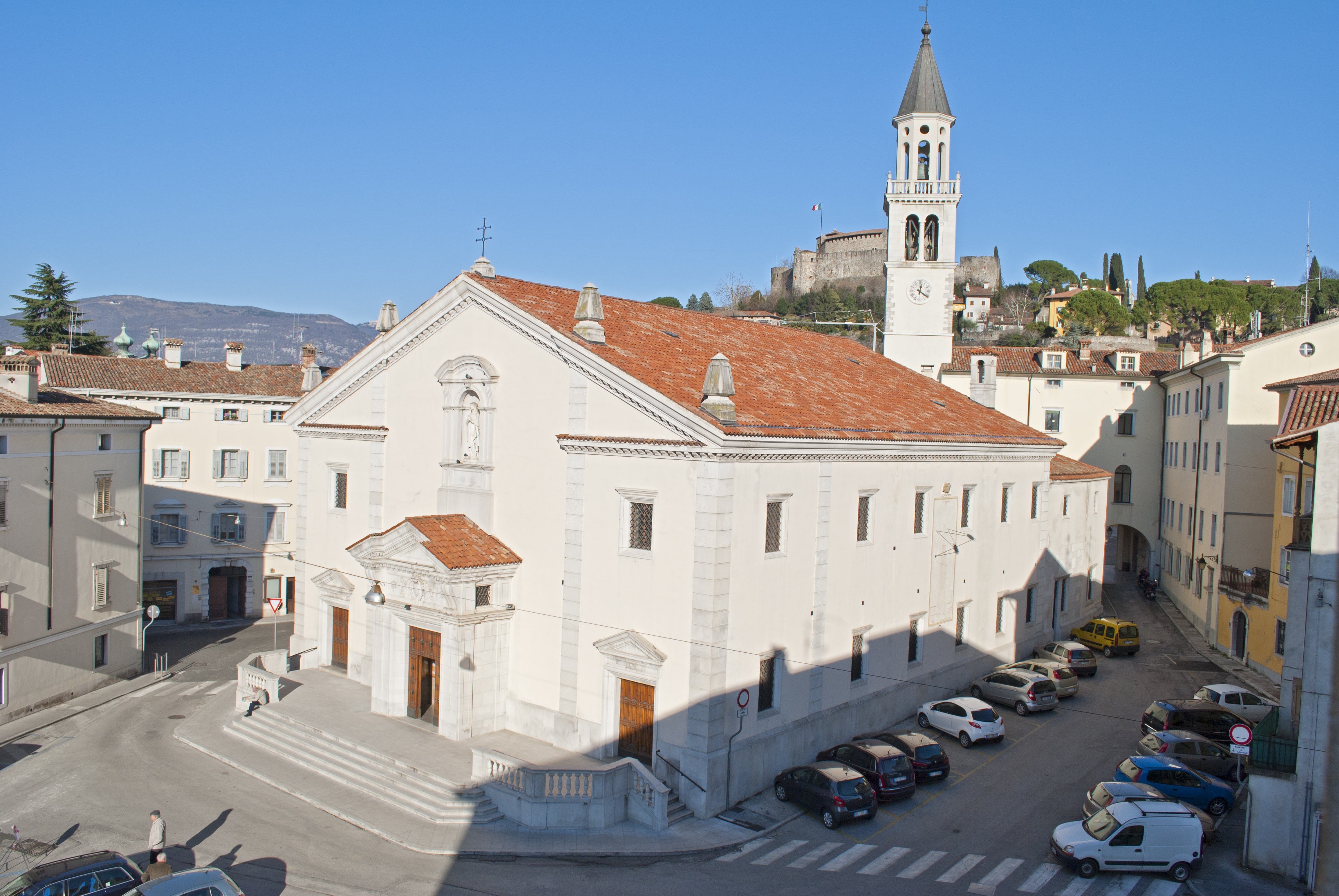
Der Dom in Görz
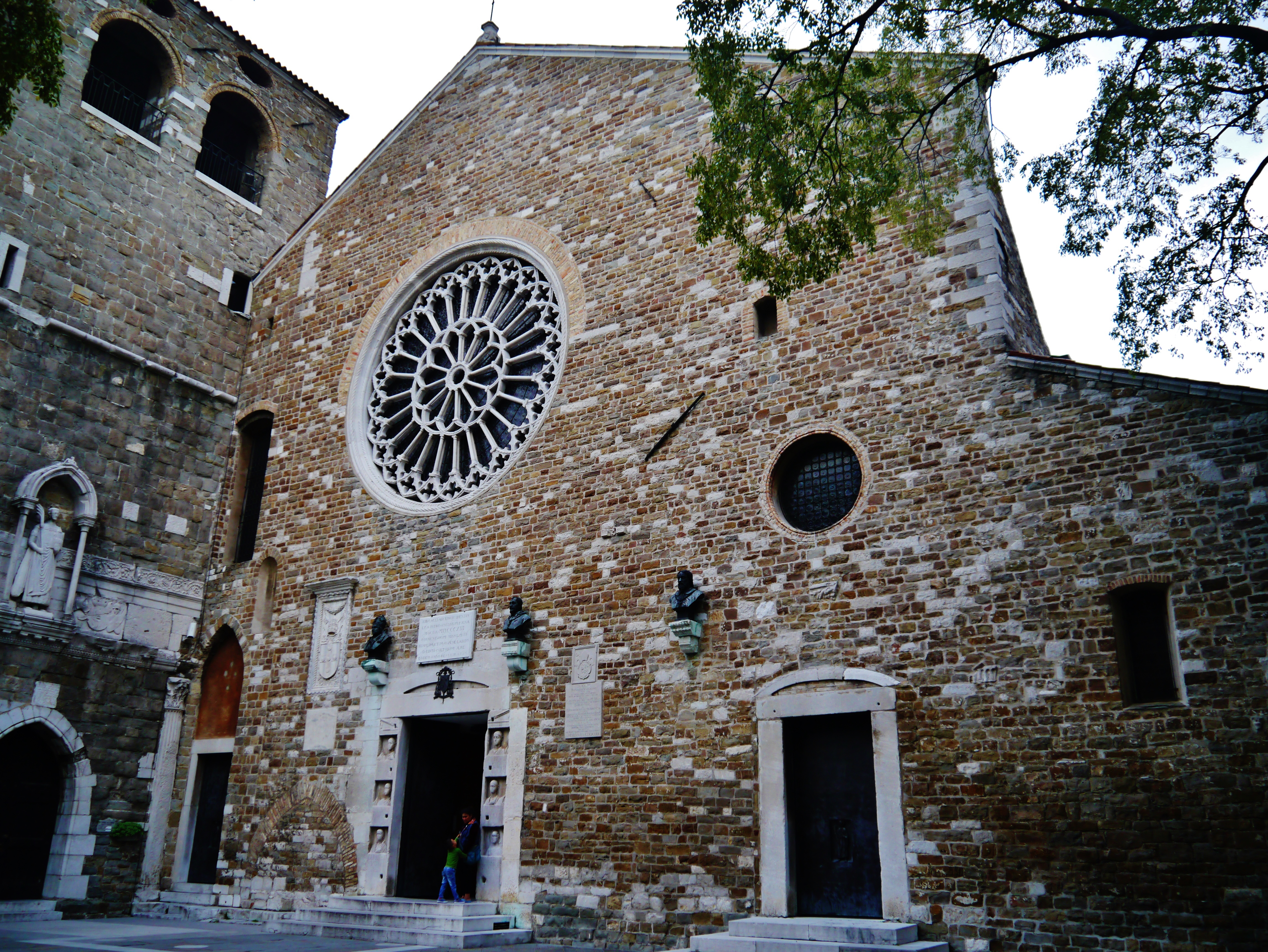
… und Triest

## Kirchenprovinz Trient
- Erzbistum Trient
  - Bistum Bozen-Brixen

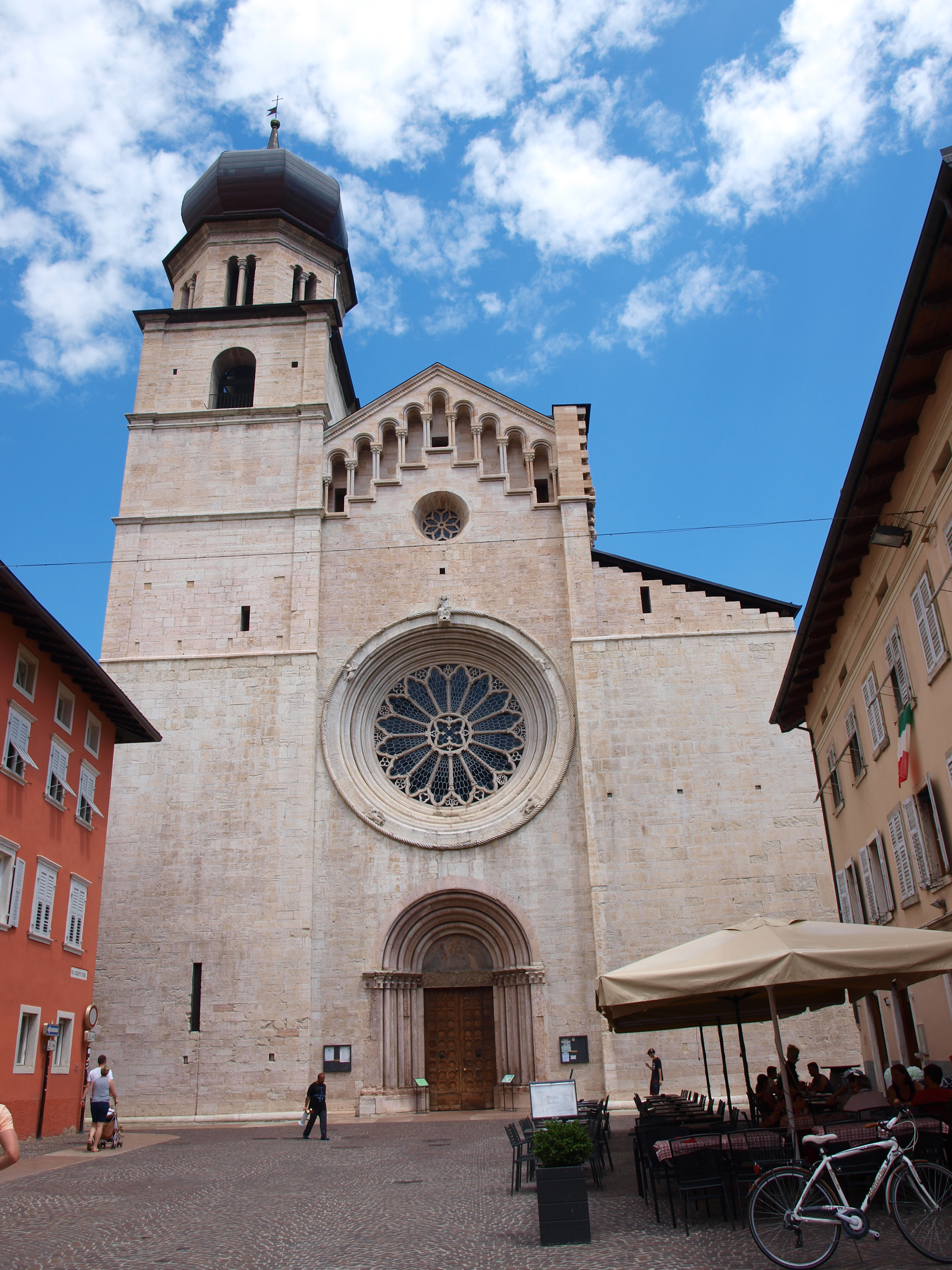
Der Dom in Trient
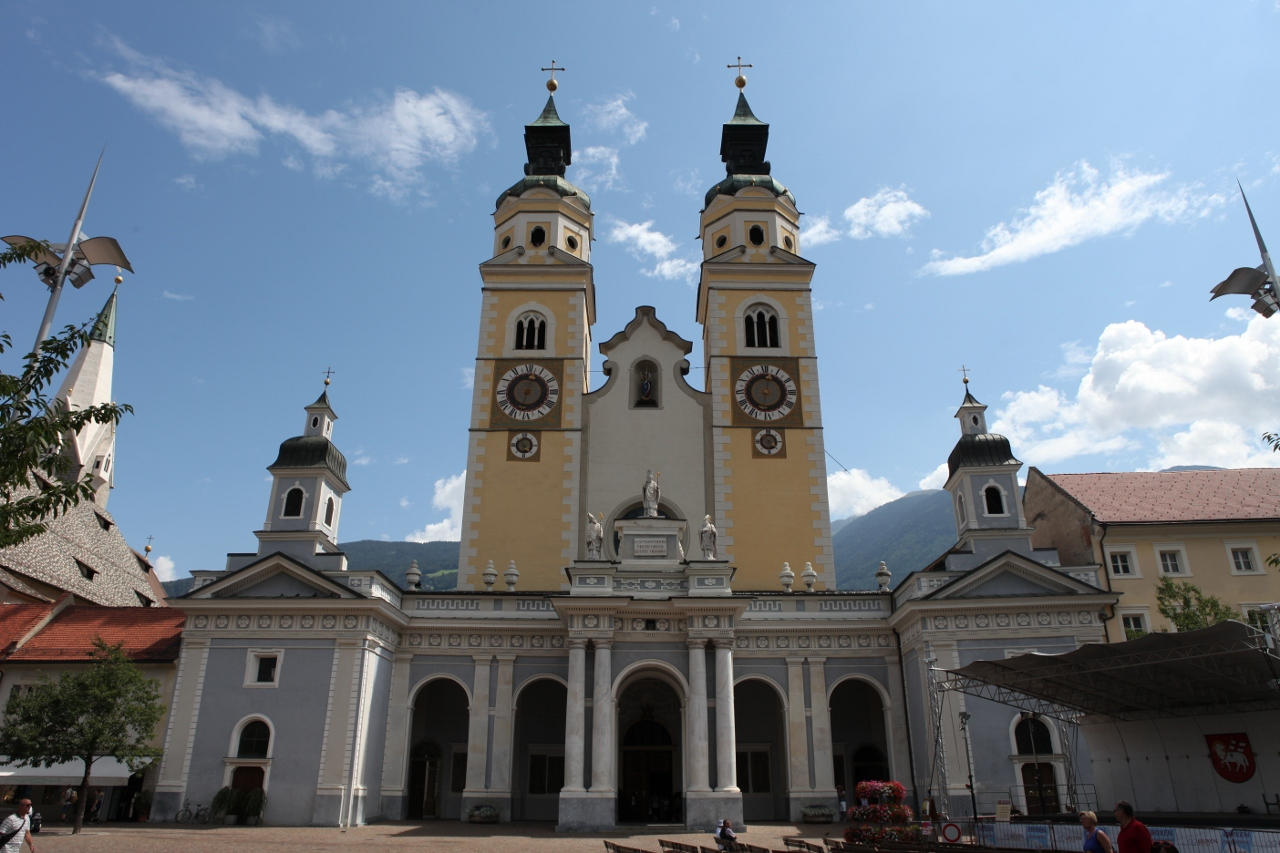
… und Brixen

## Kirchenprovinz Udine
- Erzbistum Udine

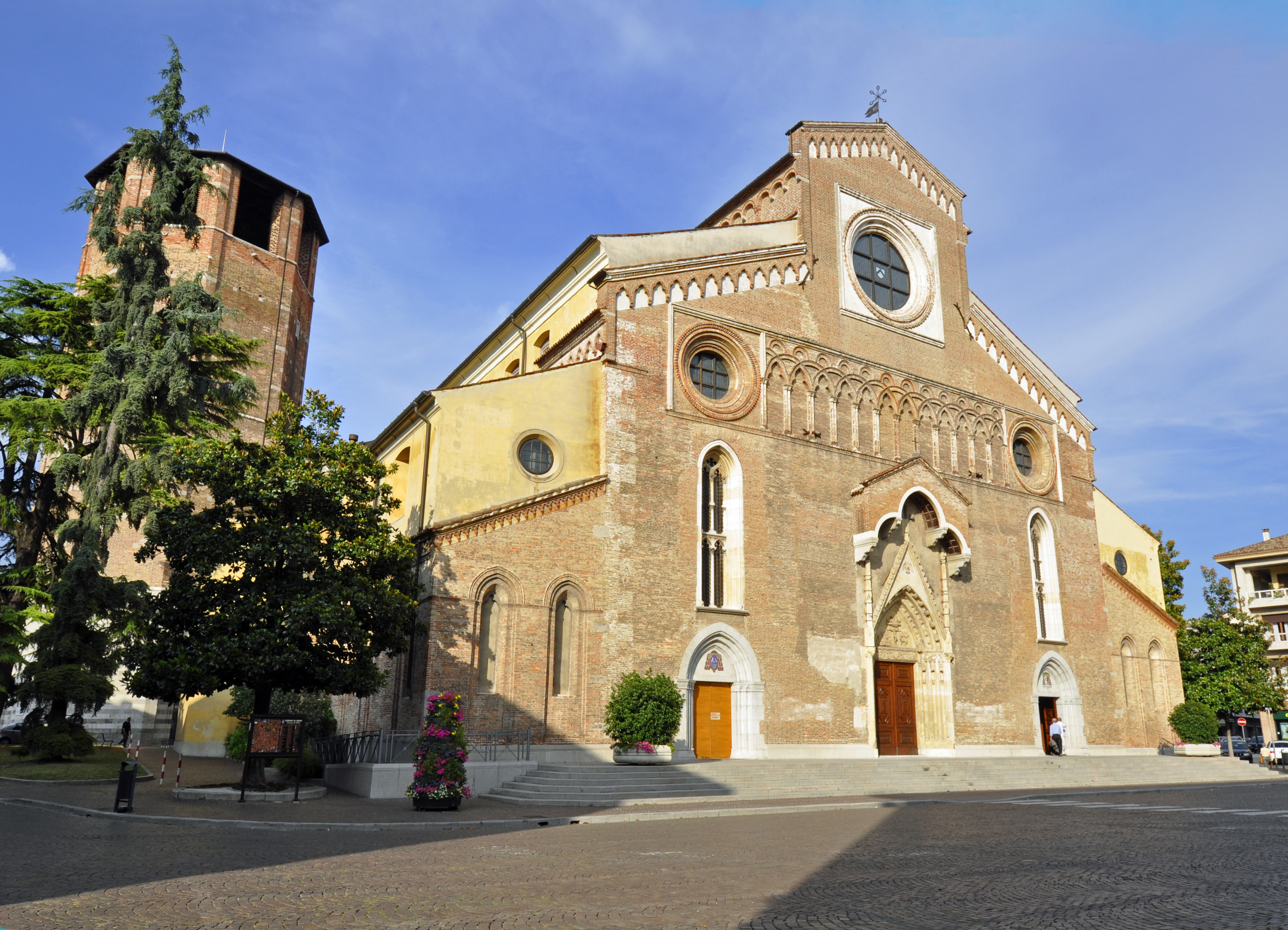
Der Dom in Udine

## Kirchenprovinz Venedig
- Patriarchat von Venedig

1. Bistum Adria-Rovigo
2. Bistum Belluno-Feltre
3. Bistum Chioggia
4. Bistum Concordia-Pordenone
5. Bistum Padua
6. Bistum Treviso
7. Bistum Verona
8. Bistum Vicenza
9. Bistum Vittorio Veneto

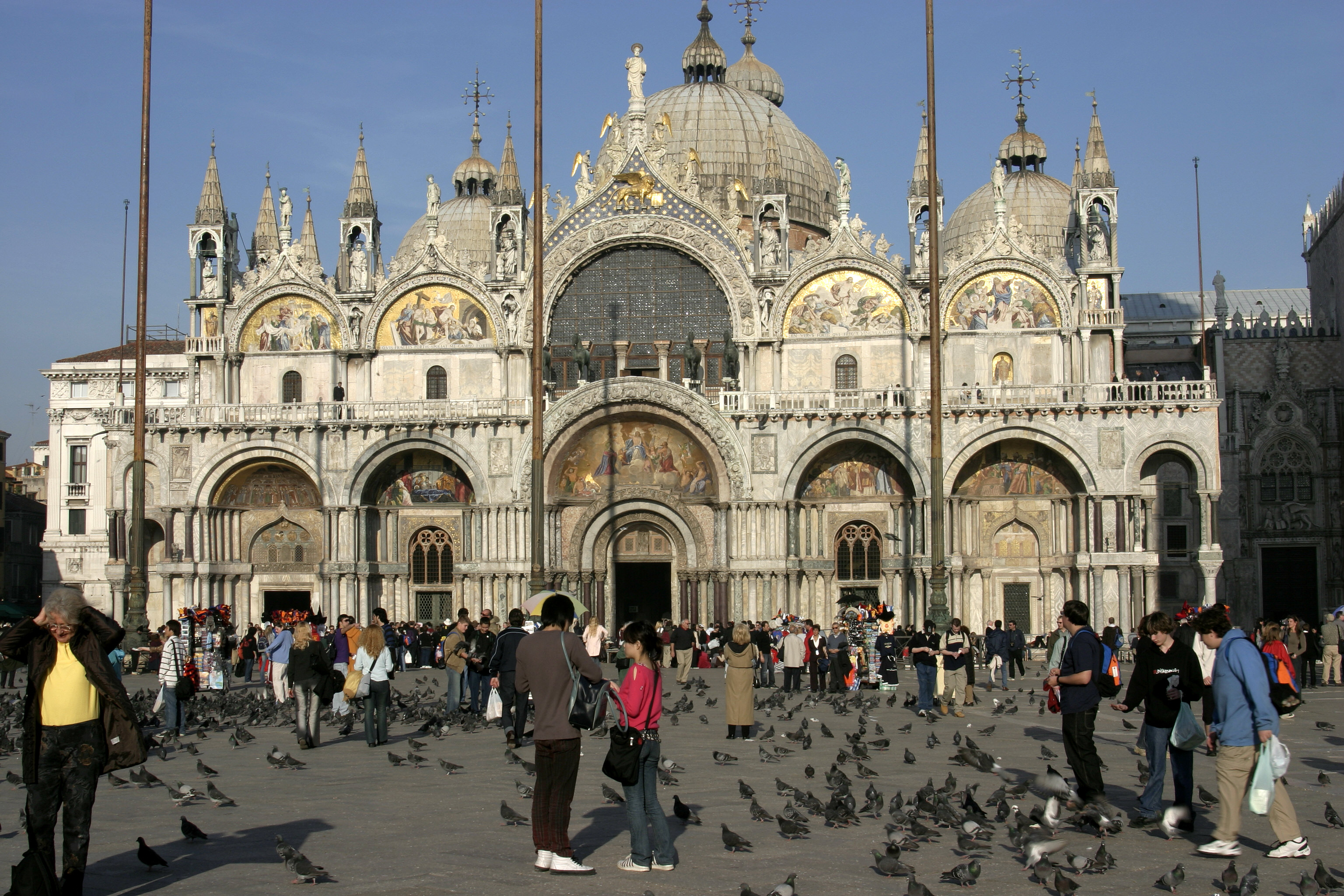
Der Dom in Venedig,
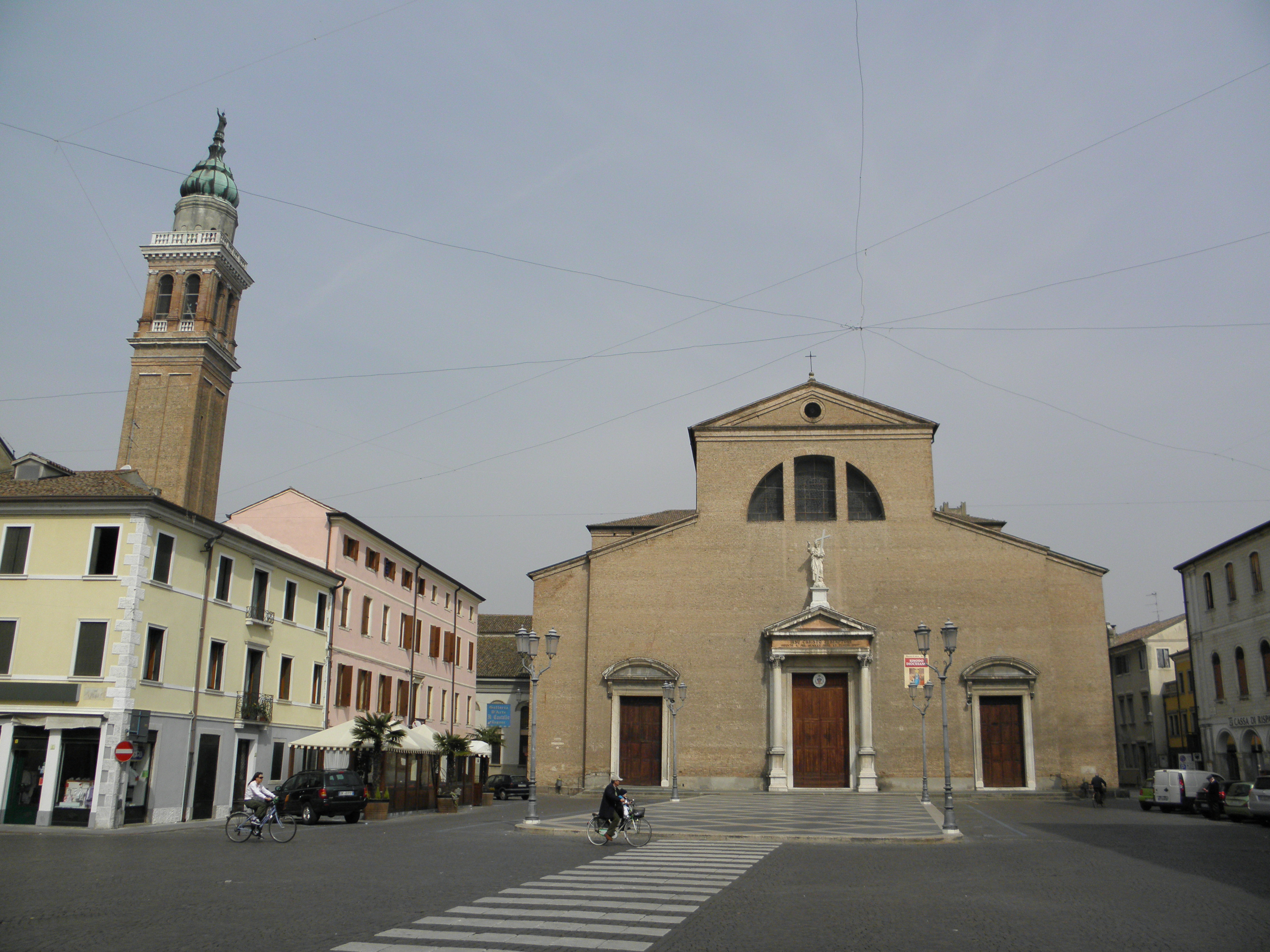
… Adria,
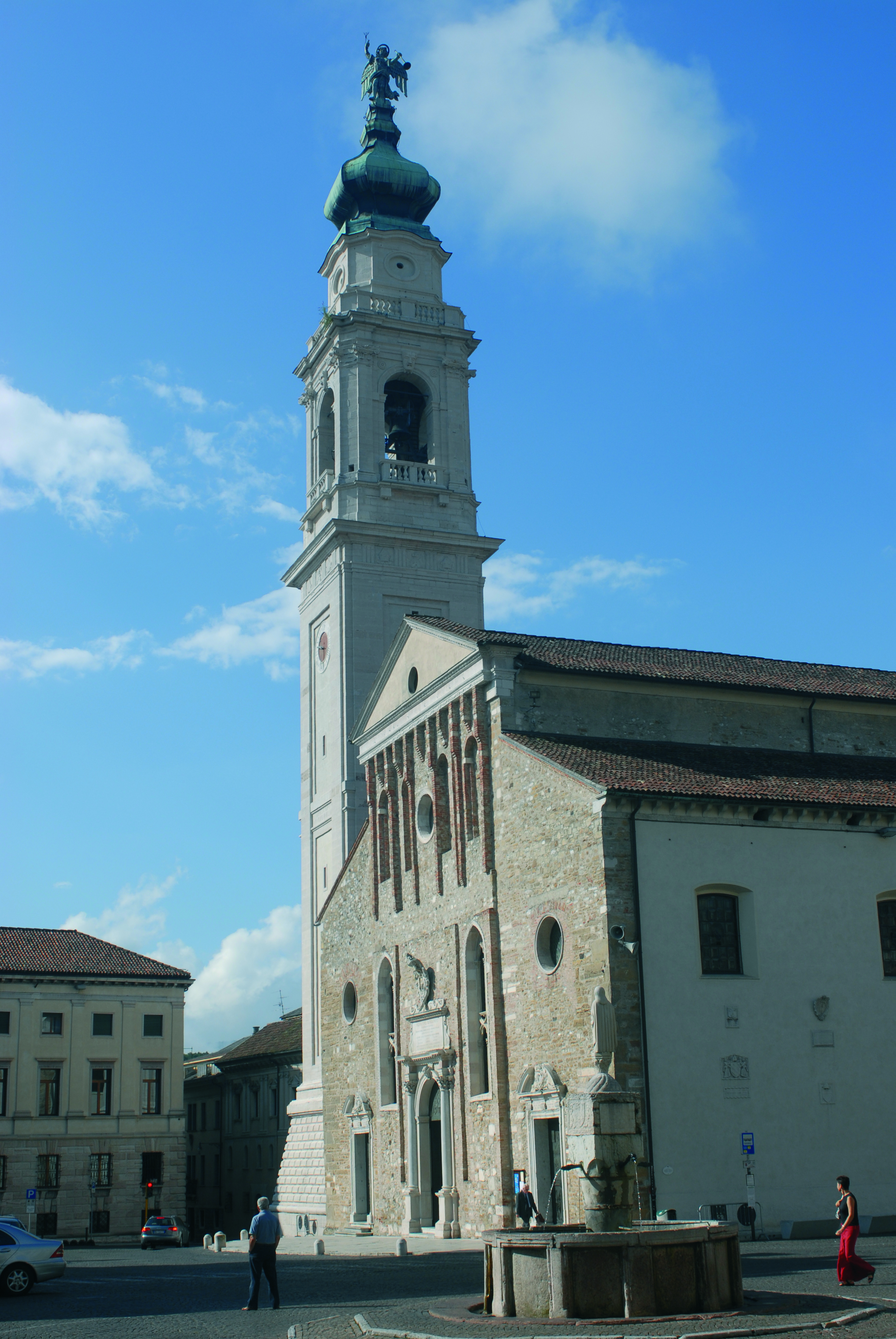
… Belluno,
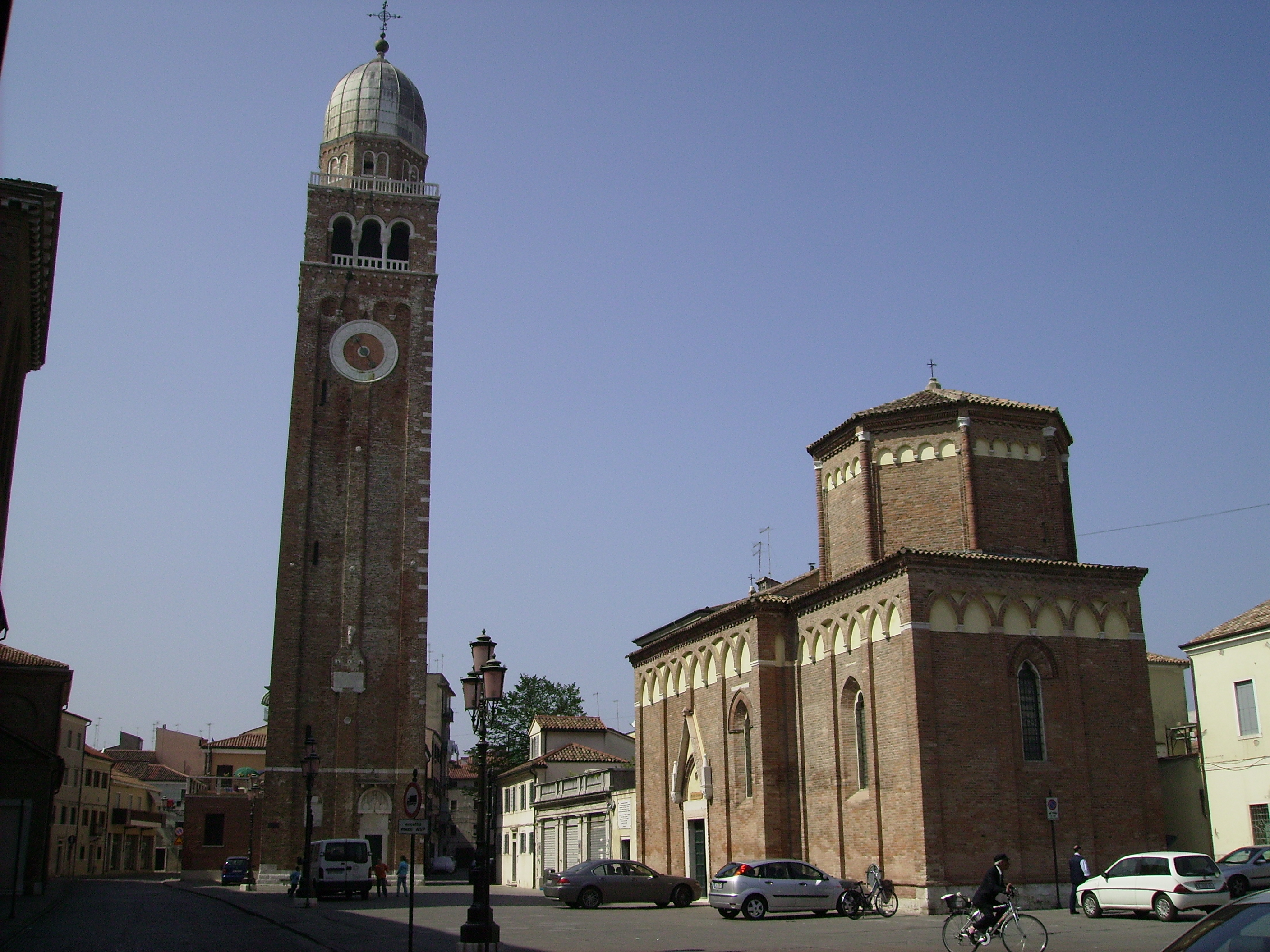
… Chioggia,
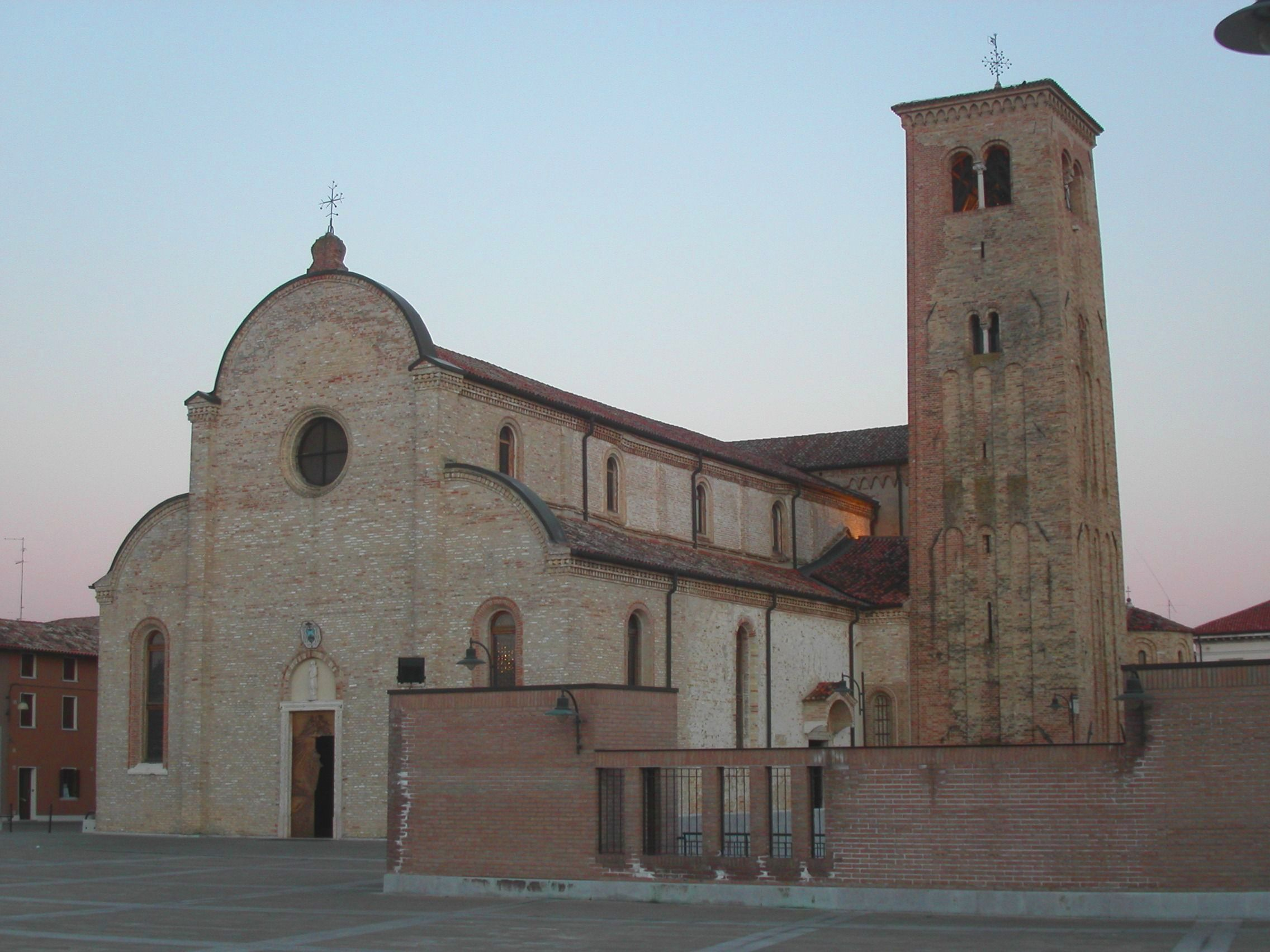
… Concordia Sagittaria,
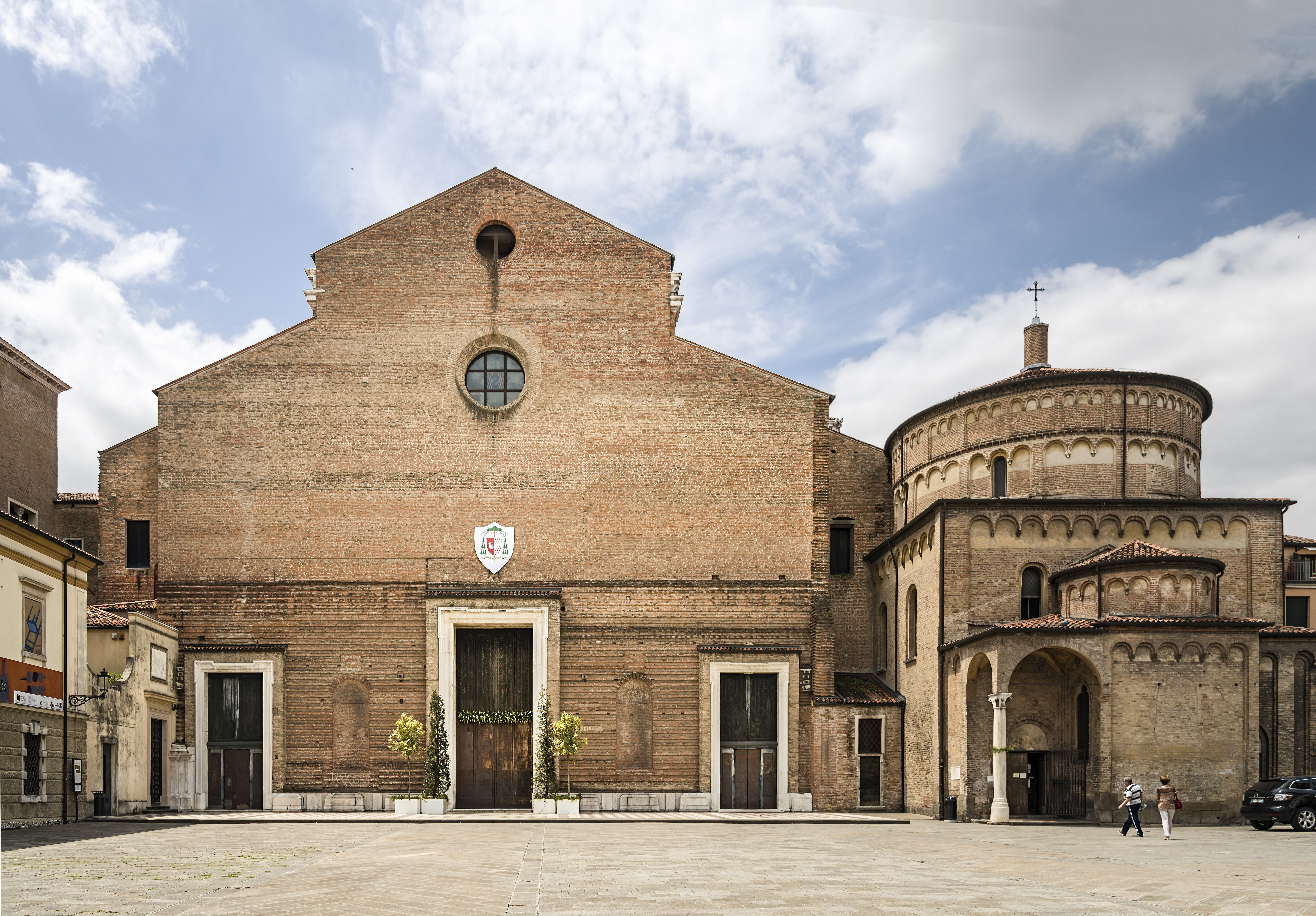
… Padua,
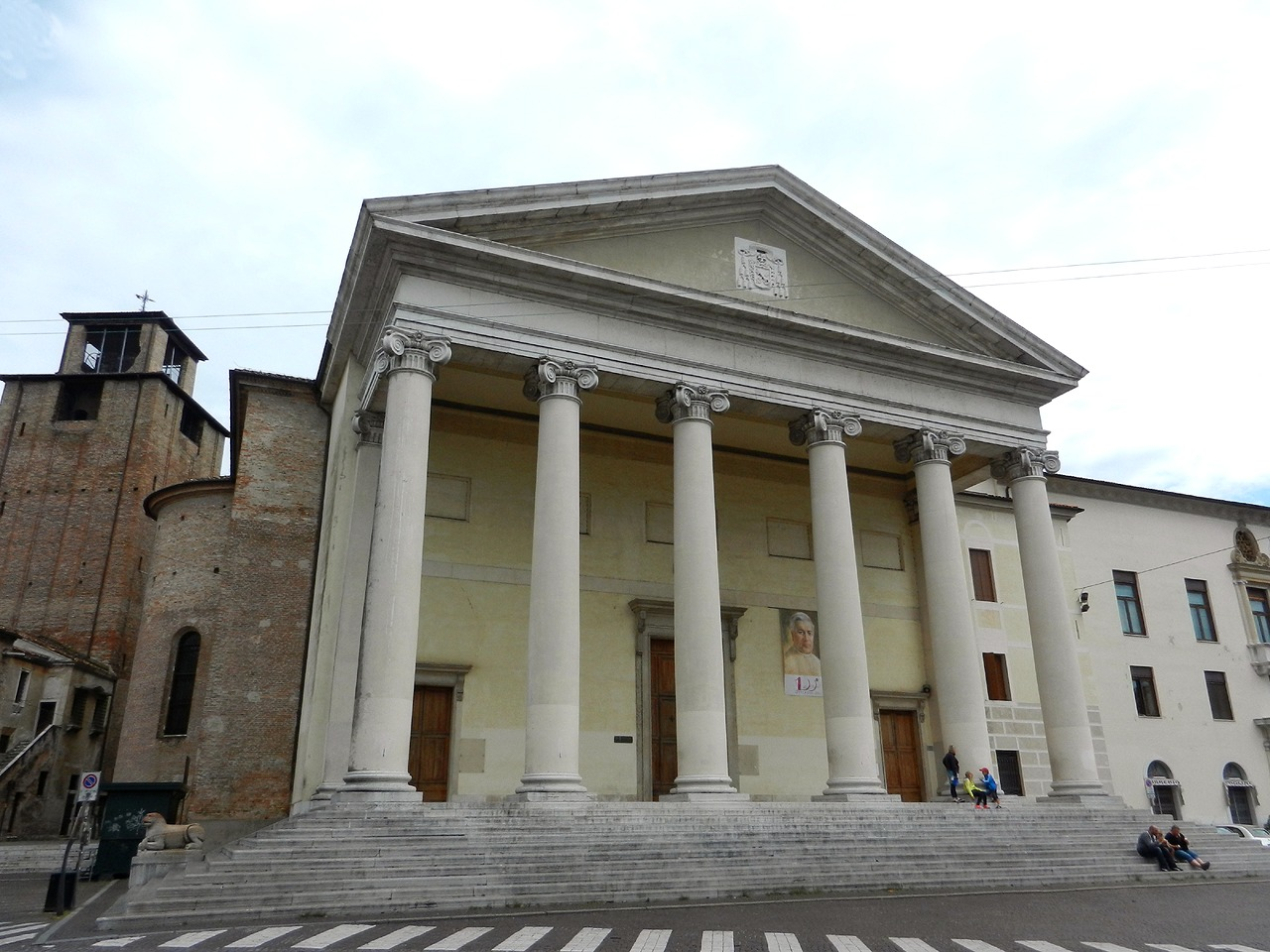
… Treviso,
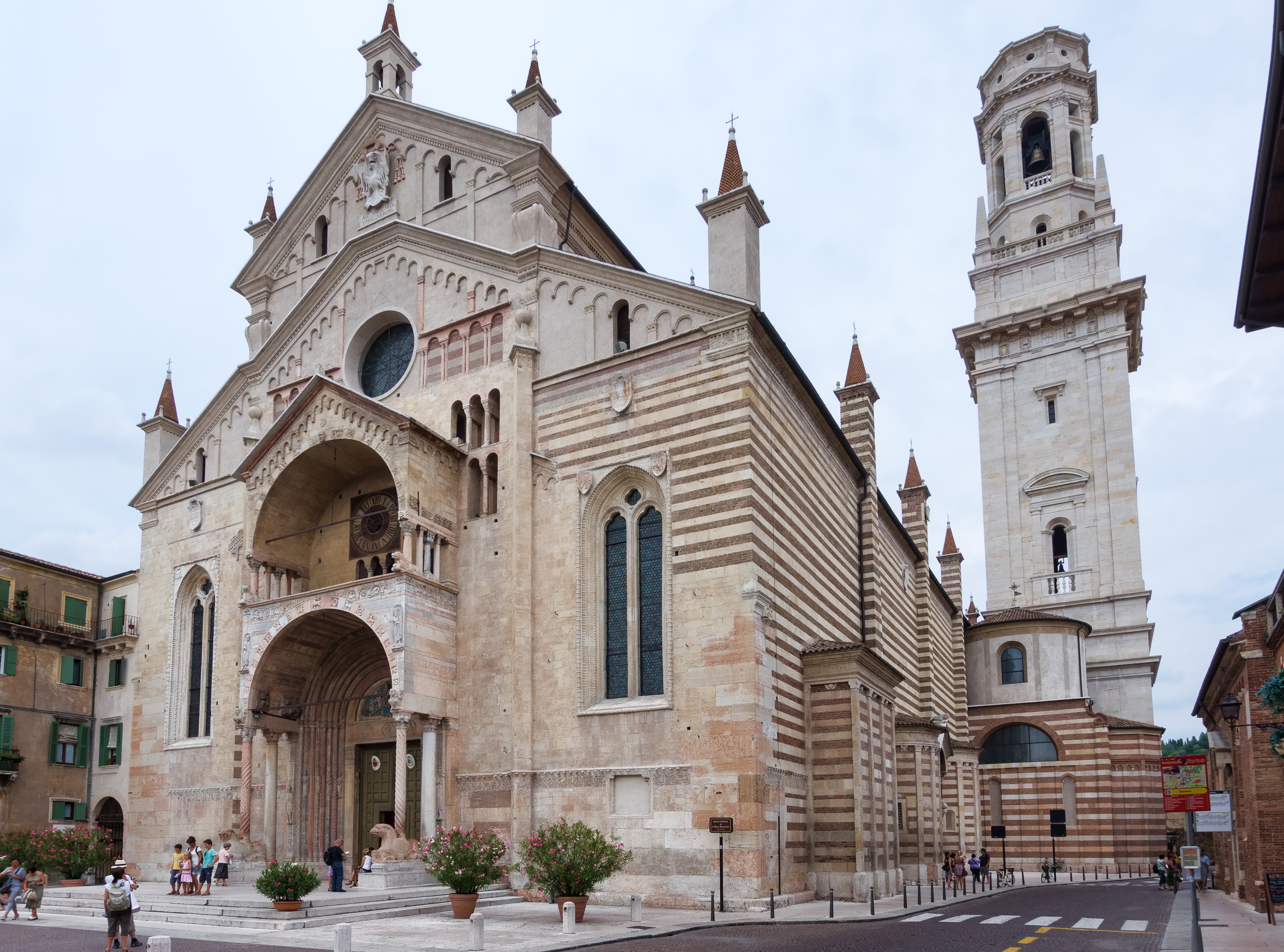
… Verona,
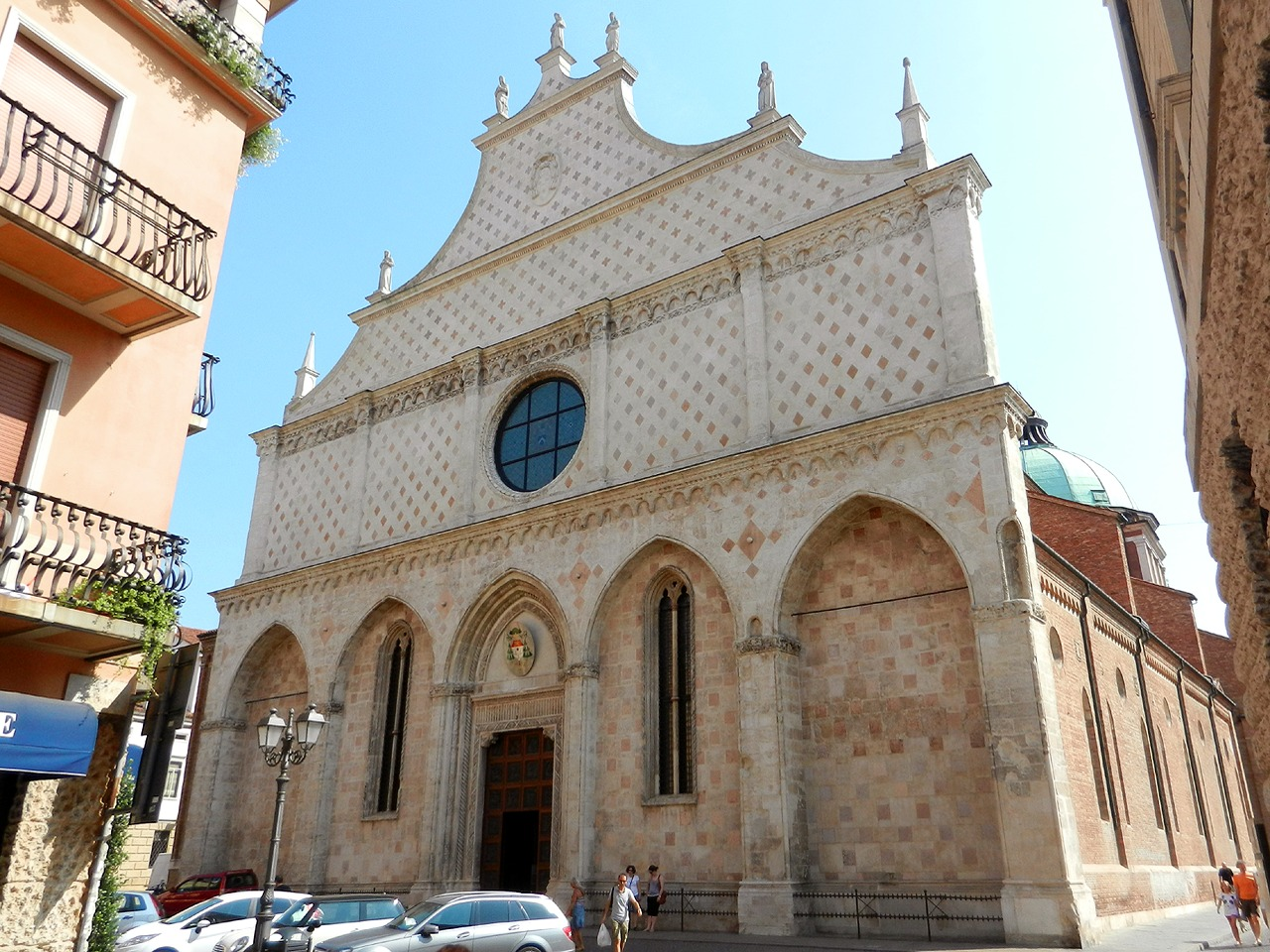
… Vicenza
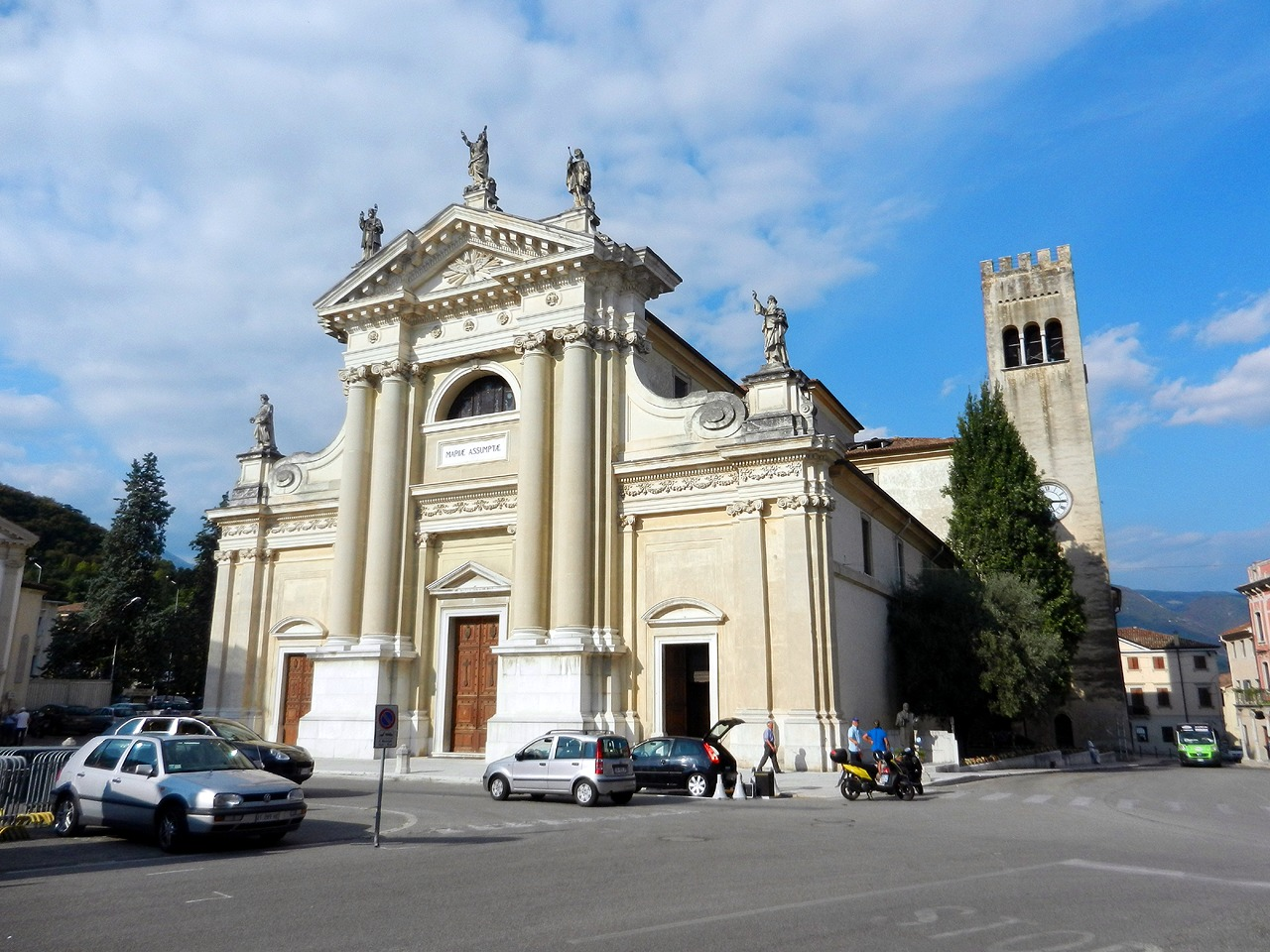
… und Vittorio Veneto